# تکنولوژی گرافیک اینتل

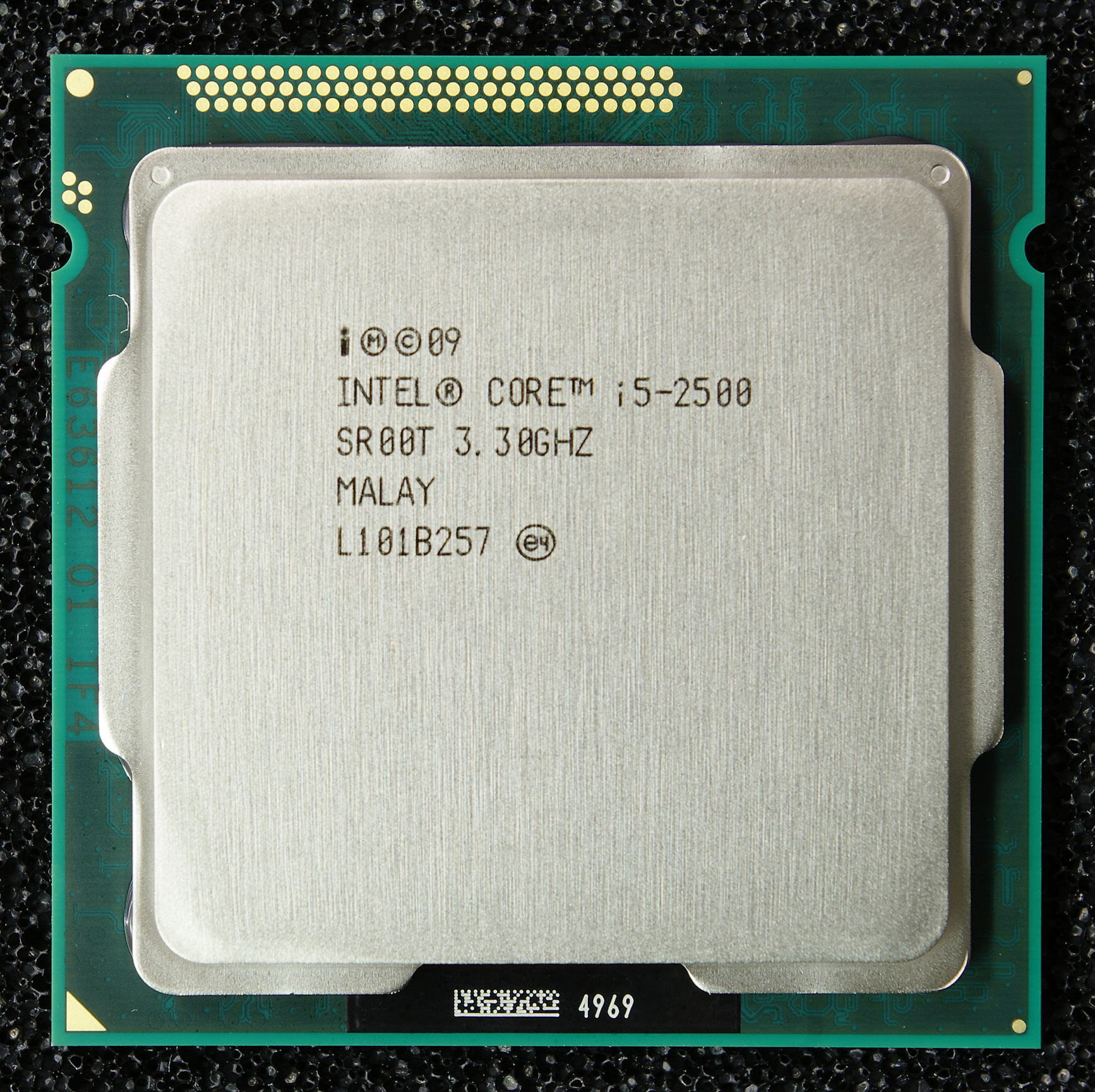
پردازنده Core i5 با گرافیک HD یکپارچه ۲۰۰۰

تکنولوژی گرافیک اینتل (GT)  نام جمعی مجموعه‌ای از پردازنده‌های گرافیکی یکپارچه (IGP) تولید شده توسط اینتل است که بر روی همان بسته یا قالب واحد پردازش مرکزی (CPU) تولید می‌شوند. اولین بار در سال ۲۰۱۰ با نام Intel HD Graphics معرفی شد و در سال ۲۰۱۷ به Intel UHD Graphics تغییر نام داد.
Intel Iris Graphics و Intel Iris Pro Graphics سری‌های IGP هستند که در سال ۲۰۱۳ با برخی از مدل‌های پردازنده‌های Haswell به عنوان نسخه‌های با کارایی بالا HD Graphics معرفی شدند. Iris Pro Graphics اولین کارت در این سری بود که از DRAM تعبیه شده استفاده کرد. از سال ۲۰۱۶ اینتل با انتشار Kaby Lake از این فناوری به عنوان Intel Iris Plus Graphics یاد می‌کند.
در سه‌ماهه چهارم سال ۲۰۱۳، گرافیک یکپارچه اینتل، در واحد، ۶۵ درصد از کل محموله‌های پردازنده‌های گرافیکی رایانه شخصی را تشکیل می‌داد. با این حال، این درصد نشان دهنده پذیرش واقعی نیست زیرا تعدادی از این واحدهای ارسال شده به سیستم‌هایی با کارت‌های گرافیک مجزا ختم می شوند.

## تاریخ
قبل از معرفی Intel HD Graphics، گرافیک‌های یکپارچه اینتل به عنوان بخشی از معماری Hub اینتل در پل شمالی مادربرد تعبیه شده بود. آنها با نام Intel Extreme Graphics و Intel GMA شناخته می‌شدند. به عنوان بخشی از طراحی پلتفرم کنترلر هاب (PCH)، پل شمالی حذف شد و پردازش گرافیکی به همان قالب واحد پردازش مرکزی (CPU) منتقل شد.
راه حل قبلی گرافیک یکپارچه اینتل، Intel GMA، شهرت نداشتن عملکرد و ویژگی‌ها را داشت، بنابراین انتخاب خوبی برای برنامه‌های گرافیکی سخت‌تر مانند بازی‌های سه بعدی به حساب نمی‌آمد. افزایش عملکرد ارائه شده توسط گرافیک HD اینتل، محصولات را با آداپتورهای گرافیکی یکپارچه ساخته شده توسط رقبای خود، Nvidia و ATI/AMD رقابتی کرد. گرافیک Intel HD، با حداقل مصرف انرژی که در لپ‌تاپ‌ها مهم است، به اندازه‌ای توانمند بود که سازندگان رایانه‌های شخصی اغلب ارائه گزینه‌های گرافیکی گسسته را در خطوط لپ‌تاپ ارزان‌قیمت و رده بالا متوقف می‌کردند، جایی که کاهش ابعاد و مصرف انرژی کم‌اهمیت دارد.

## نسل‌ها
Intel HD و Iris Graphics به نسل‌ها تقسیم می‌شوند و در هر نسل به «سطوح» افزایش عملکرد تقسیم می‌شوند که با برچسب «GTx» مشخص می‌شوند. هر نسل مربوط به اجرای یک ریزمعماری گرافیکی Gen با معماری مجموعه دستورالعمل GEN از زمان Gen4 است.

### معماری نسل ۵

#### Westmere
در ژانویه ۲۰۱۰، پردازنده‌های Clarkdale و Arrandale با گرافیک Ironlake منتشر شدند و با نام‌های Celeron، Pentium یا Core با گرافیک HD شناخته شدند. تنها یک مشخصات وجود داشت: ۱۲ واحد اجرا، تا ۴۳/۲ GFLOPS در ۹۰۰ مگاهرتز این می‌تواند ویدیوهای H264 1080p را تا حداکثر ۴۰ فریم بر ثانیه رمزگشایی کند.
سلف مستقیم آن، GMA X4500، دارای 10 EU در ۸۰۰ مگاهرتز، اما فاقد برخی از قابلیت‌ها بود.
| شماره مدل | ردیف | واحدهای اجرایی | واحدهای سایه زنی | ساعت پایه (MHz) | ساعت تقویتی (MHz) | GFLOPS (FP32) |
| --------- | ---- | -------------- | ---------------- | --------------- | ----------------- | ------------- |
| گرافیک HD | ?    | ۱۲             | ۲۴               | ۵۰۰             | ۹۰۰               | ۲۴٫۰–۴۳٫۲     |

### معماری نسل ۶

#### Sandy Bridge
در ژانویه ۲۰۱۱، پردازنده‌های سندی بریج عرضه شد و گرافیک HD «نسل دوم» را معرفی کرد:
| شماره مدل        | ردیف | واحدهای اجرایی | ساعت تقویتی (MHz) | حداکثر GFLOPS (FP32) |
| ---------------- | ---- | -------------- | ----------------- | -------------------- |
| گرافیک HD        | GT1  | ۶              | ۱۰۰۰              | ۹۶                   |
| گرافیک HD 2000   | GT1  | ۶              | ۱۳۵۰              | ۱۲۹٫۶                |
| HD Graphics 3000 | GT2  | ۱۲             | ۱۳۵۰              | ۲۵۹٫۲                |

Sandy Bridge Celeron و Pentium دارای Intel HD هستند، در حالی که Core i3 و بالاتر دارای HD 2000 یا HD 3000 هستند. HD Graphics 2000 و ۳۰۰۰ شامل رمزگذاری ویدیوی سخت‌افزاری و جلوه‌های پس پردازش HD است.

### معماری نسل ۷

#### Ivy Bridge
در ۲۴ آوریل ۲۰۱۲، آیوی بریج منتشر شد و «نسل سوم» گرافیک HD اینتل را معرفی کرد:
| شماره مدل          | ردیف | واحدهای اجرایی | واحدهای سایه زنی | ساعت تقویتی (MHz) | حداکثر GFLOPS |
| ------------------ | ---- | -------------- | ---------------- | ----------------- | ------------- |
| گرافیک HD [موبایل] | GT1  | ۶              | ۴۸               | ۱۰۵۰              | ۱۰۰٫۸         |
| گرافیک HD 2500     | GT1  | ۶              | ۴۸               | ۱۱۵۰              | ۱۱۰٫۴         |
| گرافیک HD 4000     | GT2  | ۱۶             | ۱۲۸              | ۱۳۰۰              | ۳۳۲٫۸         |
| گرافیک HD P4000    | GT2  | ۱۶             | ۱۲۸              | ۱۳۰۰              | ۳۳۲٫۸         |

Ivy Bridge Celeron و Pentium دارای Intel HD هستند، در حالی که Core i3 و بالاتر دارای HD 2500 یا HD 4000 هستند. HD Graphics 2500 و ۴۰۰۰ شامل رمزگذاری ویدیوی سخت‌افزاری و جلوه‌های پس پردازش HD است.
برای برخی از سی‌پی‌یوهای موبایل کم مصرف، پشتیبانی محدودی از رمزگشایی ویدیو وجود دارد، در حالی که هیچ‌یک از CPUهای دسکتاپ این محدودیت را ندارند. HD P4000 در پردازنده‌های Ivy Bridge E3 Xeon با توصیفگر 12X5 v2 مشخص شده‌است و از رم ECC بدون بافر پشتیبانی می‌کند.

### معماری نسل ۷٫۵

#### Haswell

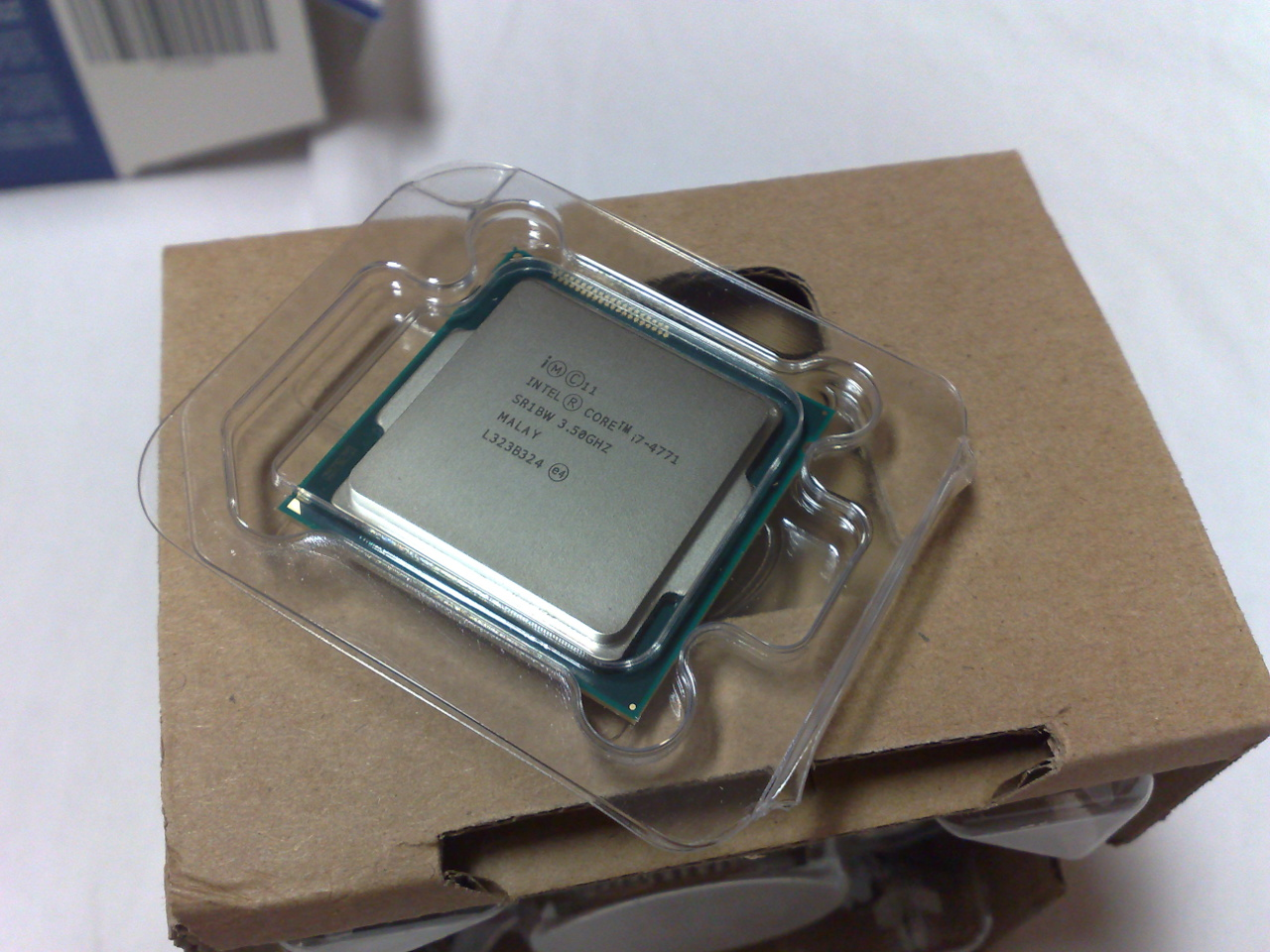
پردازنده اینتل Haswell i7-4771 که دارای گرافیک HD 4600 (GT2) است.

در ژوئن ۲۰۱۳، پردازنده‌های مرکزی Haswell با چهار مدل از پردازنده‌های گرافیکی یکپارچه معرفی شدند:
| بازار     | شماره مدل              | ردیف | اعدام {{سخ}} واحدها | سایه زدن {{سخ}} واحدها | eDRAM {{سخ}} (MB) | تقویت ساعت {{سخ}} (MHz) | حداکثر {{سخ}} GFLOPS |
| --------- | ---------------------- | ---- | ------------------- | ---------------------- | ----------------- | ----------------------- | -------------------- |
| مصرف‌کننده | گرافیک HD              | GT1  | ۱۰                  | ۸۰                     | N/A               | ۱۱۵۰                    | ۱۸۴                  |
| مصرف‌کننده | گرافیک HD 4200         | GT2  | ۲۰                  | ۱۶۰                    | N/A               | ۸۵۰                     | ۲۷۲                  |
| مصرف‌کننده | گرافیک HD 4400         | GT2  | ۲۰                  | ۱۶۰                    | N/A               | ۹۵۰–۱۱۵۰                | ۳۰۴–۳۶۸              |
| مصرف‌کننده | گرافیک HD 4600         | GT2  | ۲۰                  | ۱۶۰                    | N/A               | ۹۰۰ – ۱۳۵۰              | ۲۸۸–۴۳۲              |
| مصرف‌کننده | گرافیک HD 5000         | GT3  | ۴۰                  | ۳۲۰                    | N/A               | ۱۰۰۰–۱۱۰۰               | ۶۴۰–۷۰۴              |
| مصرف‌کننده | Iris Graphics 5100     | GT3  | ۴۰                  | ۳۲۰                    | N/A               | ۱۱۰۰–۱۲۰۰               | ۷۰۴–۷۶۸              |
| مصرف‌کننده | Iris Pro Graphics 5200 | GT3e | ۴۰                  | ۳۲۰                    | ۱۲۸               | ۱۳۰۰                    | ۸۳۲                  |
| حرفه ای   | گرافیک HD P4600        | GT2  | ۲۰                  | ۱۶۰                    | N/A               | ۱۲۰۰–۱۲۵۰               | ۳۸۴–۴۰۰              |
| حرفه ای   | گرافیک HD P4700        | GT2  | ۲۰                  | ۱۶۰                    | N/A               | ۱۲۵۰–۱۳۰۰               | ۴۰۰–۴۱۶              |

۱۲۸ مگابایت eDRAM در Iris Pro GT3e در همان بسته CPU است، اما روی یک قالب جداگانه که در فرایند متفاوتی ساخته شده‌است. اینتل از این قابلیت به عنوان حافظه نهان سطح ۴ یاد می‌کند که در دسترس برای هر دو CPU و GPU است و نام آن را Crystalwell نامیده‌است. درایور لینوکس drm/i915 از نسخه کرنل ۳/۱۲ از این eDRAM پشتیبانی می‌کند.

### معماری نسل ۸

#### Broadwell
در نوامبر ۲۰۱۳، اعلام شد که پردازنده‌های دسکتاپ Broadwell -K (که برای علاقه‌مندان طراحی شده‌است) دارای Iris Pro Graphics نیز خواهند بود.
مدل‌های زیر از GPU یکپارچه برای پردازنده‌های Broadwell اعلام شده‌است:
| بازار     | شماره مدل               | ردیف | اعدام {{سخ}} واحدها | سایه زدن {{سخ}} واحدها | eDRAM {{سخ}} (MB) | تقویت ساعت {{سخ}} (MHz) | حداکثر {{سخ}} GFLOPS |
| --------- | ----------------------- | ---- | ------------------- | ---------------------- | ----------------- | ----------------------- | -------------------- |
| مصرف‌کننده | گرافیک HD               | GT1  | ۱۲                  | ۹۶                     | –                 | ۸۵۰                     | ۱۶۳٫۲                |
| مصرف‌کننده | گرافیک HD 5300          | GT2  | ۲۴                  | ۱۹۲                    | –                 | ۹۰۰                     | ۳۴۵٫۶                |
| مصرف‌کننده | گرافیک HD 5500          | GT2  | ۲۴                  | ۱۹۲                    | –                 | ۹۵۰                     | ۳۶۴٫۸                |
| مصرف‌کننده | گرافیک HD 5600          | GT2  | ۲۴                  | ۱۹۲                    | –                 | ۱۰۵۰                    | ۴۰۳٫۲                |
| مصرف‌کننده | گرافیک HD 6000          | GT3  | ۴۸                  | ۳۸۴                    | –                 | ۱۰۰۰                    | ۷۶۸                  |
| مصرف‌کننده | Iris Graphics 6100      | GT3  | ۴۸                  | ۳۸۴                    | –                 | ۱۱۰۰                    | ۸۴۴٫۸                |
| مصرف‌کننده | Iris Pro Graphics 6200  | GT3e | ۴۸                  | ۳۸۴                    | ۱۲۸               | ۱۱۵۰                    | ۸۸۳٫۲                |
| حرفه ای   | گرافیک HD P5700         | GT2  | ۲۴                  | ۱۹۲                    | –                 | ۱۰۰۰                    | ۳۸۴                  |
| حرفه ای   | Iris Pro Graphics P6300 | GT3e | ۴۸                  | ۳۸۴                    | ۱۲۸               | ۱۱۵۰                    | ۸۸۳٫۲                |

#### Braswell
| شماره مدل     | CPU {{سخ}} مدل | ردیف | اعدام {{سخ}} واحدها | سرعت ساعت {{سخ}} (MHz) |
| ------------- | -------------- | ---- | ------------------- | ---------------------- |
| گرافیک HD 400 | E8000          | GT1  | ۱۲                  | ۳۲۰                    |
| گرافیک HD 400 | N30xx          | GT1  | ۱۲                  | ۳۲۰–۶۰۰                |
| گرافیک HD 400 | N31xx          | GT1  | ۱۲                  | ۳۲۰–۶۴۰                |
| گرافیک HD 400 | J3xxx          | GT1  | ۱۲                  | ۳۲۰–۷۰۰                |
| گرافیک HD 405 | N37xx          | GT1  | ۱۶                  | ۴۰۰–۷۰۰                |
| گرافیک HD 405 | J37xx          | GT1  | ۱۸                  | ۴۰۰–۷۴۰                |

### معماری نسل ۹

#### Sky Lake
خط پردازنده‌های Skylake که در اوت ۲۰۱۵ راه اندازی شد. پشتیبانی از VGA را متوقف می‌کند، در حالی که از تنظیمات چند مانیتور تا سه مانیتور متصل از طریق HDMI پشتیبانی می‌کند. ۱٫۴، DisplayPort رابط‌های ۱٫۲ یا Embedded DisplayPort (eDP) 1.3.
مدل‌های زیر از GPU یکپارچه برای پردازنده‌های Skylake موجود یا اعلام شده‌است:
| بازار     | شماره مدل              | ردیف | اعدام {{سخ}} واحدها | سایه زدن {{سخ}} واحدها | eDRAM {{سخ}} (MB) | تقویت ساعت {{سخ}} (MHz) | حداکثر {{سخ}} GFLOPS |
| --------- | ---------------------- | ---- | ------------------- | ---------------------- | ----------------- | ----------------------- | -------------------- |
| مصرف‌کننده | گرافیک HD 510          | GT1  | ۱۲                  | ۹۶                     | –                 | ۱۰۵۰                    | ۲۰۱٫۶                |
| مصرف‌کننده | گرافیک HD 515          | GT2  | ۲۴                  | ۱۹۲                    | –                 | ۱۰۰۰                    | ۳۸۴                  |
| مصرف‌کننده | گرافیک HD 520          | GT2  | ۲۴                  | ۱۹۲                    | –                 | ۱۰۵۰                    | ۴۰۳٫۲                |
| مصرف‌کننده | گرافیک HD 530          | GT2  | ۲۴                  | ۱۹۲                    | –                 | 1150                    | ۴۴۱٫۶                |
| مصرف‌کننده | Iris Graphics 540      | GT3e | ۴۸                  | ۳۸۴                    | ۶۴                | ۱۰۵۰                    | ۸۰۶٫۴                |
| مصرف‌کننده | Iris Graphics 550      | GT3e | ۴۸                  | ۳۸۴                    | ۶۴                | ۱۱۰۰                    | ۸۴۴٫۸                |
| مصرف‌کننده | Iris Pro Graphics 580  | GT4e | ۷۲                  | ۵۷۶                    | ۱۲۸               | ۱۰۰۰                    | ۱۱۵۲                 |
| حرفه ای   | گرافیک HD P530         | GT2  | ۲۴                  | ۱۹۲                    | –                 | ۱۱۵۰                    | ۴۴۱٫۶                |
| حرفه ای   | Iris Pro Graphics P555 | GT3e | ۴۸                  | ۳۸۴                    | ۱۲۸               | 1000                    | ۷۶۸                  |
| حرفه ای   | Iris Pro Graphics P580 | GT4e | ۷۲                  | ۵۷۶                    | ۱۲۸               | ۱۰۰۰                    | ۱۱۵۲                 |

#### Apollo Lake
خط پردازنده‌های Apollo Lake در اوت ۲۰۱۶ راه اندازی شد.
| شماره مدل     | CPU {{سخ}} مدل | ردیف | اعدام {{سخ}} واحدها | سایه زدن {{سخ}} واحدها | سرعت ساعت {{سخ}} (MHz) |
| ------------- | -------------- | ---- | ------------------- | ---------------------- | ---------------------- |
| گرافیک HD 500 | E3930          | GT1  | ۱۲                  | ۹۶                     | ۴۰۰–۵۵۰                |
| گرافیک HD 500 | E3940          | GT1  | ۱۲                  | ۹۶                     | ۴۰۰–۶۰۰                |
| گرافیک HD 500 | N3350          | GT1  | ۱۲                  | ۹۶                     | ۲۰۰–۶۵۰                |
| گرافیک HD 500 | N3450          | GT1  | ۱۲                  | ۹۶                     | ۲۰۰–۷۰۰                |
| گرافیک HD 500 | J3355          | GT1  | ۱۲                  | ۹۶                     | ۲۵۰–۷۰۰                |
| گرافیک HD 500 | J3455          | GT1  | ۱۲                  | ۹۶                     | ۲۵۰–۷۵۰                |
| گرافیک HD 505 | E3950          | GT1  | ۱۸                  | ۱۴۴                    | ۵۰۰–۶۵۰                |
| گرافیک HD 505 | N4200          | GT1  | ۱۸                  | ۱۴۴                    | ۲۰۰–۷۵۰                |
| گرافیک HD 505 | J4205          | GT1  | ۱۸                  | ۱۴۴                    | ۲۵۰–۸۰۰                |

### معماری نسل ۹٫۵

#### Kaby Lake
خط پردازنده‌های Kaby Lake در اوت ۲۰۱۶ معرفی شد. ویژگی‌های جدید: افزایش سرعت، پشتیبانی از سرویس‌های استریم 4K UHD "premium" (با رمزگذاری DRM)، موتور رسانه با شتاب کامل سخت‌افزاری ۸ و ۱۰ بیتی HEVC و رمزگشایی VP9.
| بازار     | شماره مدل              | ردیف | اعدام {{سخ}} واحدها | سایه زدن {{سخ}} واحدها | eDRAM {{سخ}} (MB) | ساعت پایه {{سخ}} (MHz) | تقویت ساعت {{سخ}} (MHz) | حداکثر {{سخ}} GFLOPS | استفاده شده در                                               |
| --------- | ---------------------- | ---- | ------------------- | ---------------------- | ----------------- | ---------------------- | ----------------------- | -------------------- | ------------------------------------------------------------ |
| مصرف‌کننده | گرافیک HD 610          | GT1  | ۱۲                  | ۹۶                     | –                 | ۳۰۰–۳۵۰                | ۹۰۰–۱۱۰۰                | ۱۷۲٫۸–۲۱۱٫۲          | دسکتاپ سلرون، دسکتاپ پنتیوم G4560، i3-7101                   |
| مصرف‌کننده | گرافیک HD 615          | GT2  | ۲۴                  | ۱۹۲                    | –                 | ۳۰۰                    | ۹۰۰–۱۰۵۰                | ۳۴۵٫۶–۴۰۳٫۲          | m3-7Y30/32، i5-7Y54/57، i7-7Y75، Pentium 4415Y               |
| مصرف‌کننده | گرافیک HD 620          | GT2  | ۲۴                  | ۱۹۲                    | –                 | ۳۰۰                    | ۱۰۰۰–۱۰۵۰               | ۳۸۴–۴۰۳٫۲            | i3-7100U, i5-7200U, i5-7300U, i7-7500U, i7-7600U             |
| مصرف‌کننده | گرافیک HD 630          | GT2  | ۲۴                  | ۱۹۲                    | –                 | ۳۵۰                    | ۱۰۰۰–۱۱۵۰               | ۳۸۴–۴۴۱٫۶            | دسکتاپ پنتیوم G46**، i3، i5 و i7، و لپ تاپ سری H i3، i5 و i7 |
| مصرف‌کننده | Iris Plus Graphics 640 | GT3e | ۴۸                  | ۳۸۴                    | ۶۴                | ۳۰۰                    | ۹۵۰–۱۰۵۰                | ۷۲۹٫۶–۸۰۶٫۴          | i5-7260U, i5-7360U, i7-7560U, i7-7660U                       |
| مصرف‌کننده | Iris Plus Graphics 650 | GT3e | ۴۸                  | ۳۸۴                    | ۶۴                | ۳۰۰                    | ۱۰۵۰–۱۱۵۰               | ۸۰۶٫۴–۸۸۳٫۲          | i3-7167U, i5-7267U, i5-7287U, i7-7567U                       |
| حرفه ای   | گرافیک HD P630         | GT2  | ۲۴                  | ۱۹۲                    | –                 | ۳۵۰                    | ۱۰۰۰–۱۱۵۰               | ۳۸۴–۴۴۱٫۶            | Xeon E3-**** v6                                              |

#### Kaby Lake Refresh / Amber Lake / Coffee Lake / Coffee Lake Refresh / Whiskey Lake / Comet Lake
خط پردازنده‌های Kaby Lake در اکتبر ۲۰۱۷ معرفی شد. ویژگی‌های جدید: پشتیبانی از HDCP 2.2
| بازار     | شماره مدل              | ردیف | اعدام {{سخ}} واحدها | سایه زدن {{سخ}} واحدها | eDRAM {{سخ}} (MB) | ساعت پایه {{سخ}} (MHz) | تقویت ساعت {{سخ}} (MHz) | حداکثر {{سخ}} GFLOPS | استفاده شده در |
| --------- | ---------------------- | ---- | ------------------- | ---------------------- | ----------------- | ---------------------- | ----------------------- | -------------------- | --- |
| مصرف‌کننده | گرافیک UHD 610         | GT1  | ۱۲                  | ۹۶                     | –                 | ۳۵۰                    | ۱۰۵۰                    | ۲۰۱٫۶                | پنتیوم طلایی G54**، Celeron G49** i5-10200H |
| مصرف‌کننده | گرافیک UHD 615         | GT2  | ۲۴                  | ۱۹۲                    | –                 | ۳۰۰                    | ۹۰۰–۱۰۵۰                | ۳۴۵٫۶–۴۰۳٫۲          | i7-8500Y, i5-8200Y, m3-8100Y |
| مصرف‌کننده | گرافیک UHD 617         | GT2  | ۲۴                  | ۱۹۲                    | –                 | ۳۰۰                    | ۱۰۵۰                    | ۴۰۳٫۲                | i7-8510Y, i5-8310Y, i5-8210Y |
| مصرف‌کننده | گرافیک UHD 620         | GT2  | ۲۴                  | ۱۹۲                    | –                 | ۳۰۰                    | ۱۰۰۰–۱۱۵۰               | ۴۲۲٫۴–۴۴۱٫۶          | i3-8130U, i5-8250U, i5-8350U, i7-8550U, i7-8650U, i3-8145U, i5-8265U, i5-8365U, i7-8565U, i7-8665U i3-10110U, i5-10210U, i5-10310U, i7-10510U i7-10610U i7-10810U |
| مصرف‌کننده | گرافیک UHD 630         | GT2  | 23                  | ۱۸۴                    | –                 | ۳۵۰                    | ۱۱۰۰–۱۱۵۰               | ۴۰۴٫۸–۴۲۳٫۲          | i3-8350K, i3-8100 با پله B0 |
| مصرف‌کننده | گرافیک UHD 630         | GT2  | ۲۴                  | ۱۹۲                    | –                 | ۳۵۰                    | ۱۰۵۰–۱۲۵۰               | ۴۰۳٫۲–۴۸۰            | i9، i7، i5، i3، پنتیوم گلد G56**، G55** i5-10300H, i5-10400H, i5-10500H, i7-10750H, i7-10850H, i7-10870H, i7-10875H, i9-10885H, i9-10980HK                        |
| مصرف‌کننده | Iris Plus Graphics 645 | GT3e | ۴۸                  | ۳۸۴                    | ۱۲۸               | ۳۰۰                    | ۱۰۵۰–۱۱۵۰               | ۸۰۶٫۴–۸۸۳٫۲          | i7-8557U, i5-8257U |
| مصرف‌کننده | Iris Plus Graphics 655 | GT3e | ۴۸                  | ۳۸۴                    | ۱۲۸               | ۳۰۰                    | ۱۰۵۰–۱۲۰۰               | ۸۰۶٫۴–۹۲۱٫۶          | i7-8559U, i5-8269U, i5-8259U, i3-8109U |
| حرفه ای   | گرافیک UHD P630        | GT2  | ۲۴                  | ۱۹۲                    | –                 | ۳۵۰                    | ۱۱۰۰–۱۲۰۰               | ۴۲۲٫۴–۴۶۰٫۸          | Xeon E 21**G, 21**M, 22**G, 22**M, Xeon W-108**M |

#### Gemini Lake/Gemini Lake Refresh
ویژگی‌های جدید: پشتیبانی از HDMI 2.0، رمزگشای سخت‌افزاری ۱۰ بیتی Profile2 VP9
| شماره مدل        | ردیف  | اعدام {{سخ}} واحدها | سایه زدن {{سخ}} واحدها | CPU {{سخ}} مدل | سرعت ساعت {{سخ}} (MHz) | GFLOPS     |
| ---------------- | ----- | ------------------- | ---------------------- | -------------- | ---------------------- | ---------- |
| UHD Graphics 600 | GT1   | ۱۲                  | ۹۶                     | N4000          | ۲۰۰–۶۵۰                | ۳۸٫۴–۱۲۴٫۸ |
| UHD Graphics 600 | GT1   | ۱۲                  | ۹۶                     | N4100          | ۲۰۰–۷۰۰                | ۳۸٫۴–۱۳۴٫۴ |
| UHD Graphics 600 | GT1   | ۱۲                  | ۹۶                     | J4005          | ۲۵۰–۷۰۰                | ۴۸٫۰–۱۳۴٫۴ |
| UHD Graphics 600 | GT1   | ۱۲                  | ۹۶                     | J4105          | ۲۵۰–۷۵۰                | ۴۸٫۰–۱۴۴٫۰ |
| گرافیک UHD 605   | GT1.5 | ۱۸                  | ۹۶                     | N5000          | ۲۰۰–۷۵۰                | ۵۷٫۶–۲۱۶   |
| گرافیک UHD 605   | GT1.5 | ۱۸                  | ۹۶                     | J5005          | ۲۵۰–۸۰۰                | ۷۲٫۰–۲۳۰٫۴ |

### معماری نسل ۱۱

#### Ice Lake
ویژگی‌های جدید: ۱۰ ریزمعماری پردازنده گرافیکی نسل ۱۱ نانومتری، دو خط لوله کدگذاری ۱۰ بیتی HEVC، سه خط لوله نمایشگر 4K (یا 2x 5K60، 1x 4K120)، سایه‌زنی با نرخ متغیر (VRS), و مقیاس‌بندی عدد صحیح.
در حالی که ریزمعماری مانند نسخه‌های قبلی از نقطه شناور با دقت دوگانه پشتیبانی می‌کند، پیکربندی‌های موبایلی آن شامل این ویژگی نمی‌شوند و بنابراین در آنها فقط از طریق شبیه‌سازی پشتیبانی می‌شود.
| بازار     | نام              | ردیف | اعدام {{سخ}} واحدها | سایه زدن {{سخ}} واحدها | ساعت پایه {{سخ}} (MHz) | تقویت ساعت {{سخ}} (MHz) | GFLOPS          | GFLOPS        | GFLOPS | استفاده شده در            |
| بازار     | نام              | ردیف | اعدام {{سخ}} واحدها | سایه زدن {{سخ}} واحدها | ساعت پایه {{سخ}} (MHz) | تقویت ساعت {{سخ}} (MHz) | FP16            | FP32 {{سخ}}   | FP64   | استفاده شده در            |
| --------- | ---------------- | ---- | ------------------- | ---------------------- | ---------------------- | ----------------------- | --------------- | ------------- | ------ | ------------------------- |
| مصرف‌کننده | گرافیک UHD       | G1   | ۳۲                  | ۲۵۶                    | ۳۰۰                    | ۹۰۰–۱۰۵۰                | 921.6- 1075.2   | ۴۶۰٫۸–۵۳۷٫۶   | N/A    | Core i3-10**G1, i5-10**G1 |
| مصرف‌کننده | گرافیک Iris Plus | G4   | ۴۸                  | ۳۸۴                    | ۳۰۰                    | ۹۰۰–۱۰۵۰                | 1382.4 - 1612.8 | ۶۹۱٫۲–۸۰۶٫۴   | N/A    | Core i3-10**G4، i5-10**G4 |
| مصرف‌کننده | گرافیک Iris Plus | G7   | ۶۴                  | ۵۱۲                    | ۳۰۰                    | ۱۰۵۰–۱۱۰۰               | 2150.4 - 2252.8 | ۱۰۷۵٫۲–۱۱۲۶٫۴ | N/A    | Core i5-10**G7, i7-10**G7 |

### Xe LP Architecture (نسل ۱۲)
اینها بر اساس ریزمعماری Intel Xe-LP، نوع کم مصرف معماری Intel Xe GPU که به عنوان Gen 12 نیز شناخته می‌شود، ساخته شده‌اند. ویژگی‌های جدید شامل بازخورد نمونه‌گیر، پشتیبانی از صف دوگانه، DirectX12 View Instancing Tier2، و رمزگشایی سخت‌افزار با عملکرد ثابت ۸ بیتی و ۱۰ بیتی AV1 است.

### پردازنده گرافیکی Arc Alchemist Tile
Intel Meteor Lake و Arrow Lake از ریزمعماری Intel Arc Alchemist Tile GPU استفاده خواهند کرد.

### پردازنده گرافیکی Arc Battlemage Tile
اینتل Lunar Lake از ریزمعماری پردازنده گرافیکی Intel Arc Battlemage Tile استفاده خواهد کرد.

## امکانات

### اینتل اینسایدر
با شروع Sandy Bridge، پردازنده‌های گرافیکی شامل نوعی حفاظت از کپی دیجیتال و مدیریت حقوق دیجیتال (DRM) به نام Intel Insider هستند که امکان رمزگشایی رسانه‌های محافظت شده در پردازنده را فراهم می‌کند. پیش از این فناوری مشابهی به نام مسیر ویدیویی صوتی محافظت شده (PAVP) وجود داشت.

### HDCP
فناوری گرافیک اینتل از فناوری HDCP پشتیبانی می‌کند، اما پشتیبانی واقعی HDCP به مادربرد رایانه بستگی دارد.

### ویدیوی همگام سازی سریع اینتل
اینتل Quick Sync Video فناوری رمزگذاری و رمزگشایی ویدیوی سخت‌افزاری اینتل است که در برخی از CPUهای اینتل ادغام شده‌است. نام "همگام سازی سریع" به مورد استفاده از رمزگذاری سریع ("همگام سازی") یک ویدیو از، به عنوان مثال، یک دی وی دی یا دیسک Blu-ray به فرمتی مناسب برای مثال، یک گوشی هوشمند اشاره دارد. Quick Sync با نسل ۶ در ریزپردازنده‌های Sandy Bridge در ۹ ژانویه ۲۰۱۱ معرفی شد.

### فناوری مجازی سازی گرافیک
فناوری مجازی سازی گرافیک (GVT) در ۱ ژانویه ۲۰۱۴ معرفی شد و همزمان با Intel Iris Pro معرفی شد. پردازنده‌های گرافیکی مجتمع اینتل از روش‌های اشتراک‌گذاری زیر پشتیبانی می‌کنند:
- عبور مستقیم (GVT-d): GPU برای یک ماشین مجازی بدون اشتراک گذاری با ماشین‌های دیگر در دسترس است
- انتقال API Paravirtualized (GVT-s): GPU توسط چندین ماشین مجازی با استفاده از درایور گرافیک مجازی به اشتراک گذاشته می‌شود. تعداد کمی از APIهای گرافیکی پشتیبانی شده (OpenGL، DirectX)، بدون پشتیبانی از GPGPU
- مجازی سازی کامل GPU (GVT-g): GPU توسط چندین ماشین مجازی (و توسط ماشین میزبان) بر اساس اشتراک زمانی با استفاده از یک درایور گرافیکی بومی به اشتراک گذاشته می‌شود. مشابه MxGPU AMD و vGPU انویدیا، که فقط در کارت‌های خط حرفه ای (Radeon Pro و Nvidia Quadro) در دسترس هستند.
- مجازی‌سازی کامل GPU در سخت‌افزار (SR-IOV): برخلاف GVT-g که این کار را در نرم‌افزار (درایور) انجام می‌دهد، می‌توان gpu را توسط چندین ماشین مجازی و میزبان با پشتیبانی از سخت‌افزار داخلی پارتیشن‌بندی و استفاده/اشتراک‌گذاری کرد.[۴۲]

Gen9 (یعنی گرافیکی که پردازنده‌های نسل ششم تا نهم اینتل را تأمین می‌کند، آخرین نسل راه حل مبتنی بر نرم‌افزار vGPU GVT-G (Intel® Graphics Virtualization Technology –g) است. SR-IOV (مجازی سازی IO تک ریشه) فقط در پلتفرم‌هایی با پردازنده‌های نسل یازدهم Intel® Core™ "G" (محصولاتی که قبلاً به عنوان Tiger Lake شناخته می‌شدند) یا جدیدتر پشتیبانی می‌شود. این باعث می‌شود Rocket Lake (پردازنده‌های نسل یازدهم اینتل) از GVT-g و/یا SR-IOV پشتیبانی نکند. این بدان معناست که Rocket Lake از مجازی سازی کامل پشتیبانی نمی‌کند.

### مانیتورهای متعدد

#### Ivy Bridge
HD 2500 و HD 4000 پردازنده گرافیکی در پردازنده‌های Ivy Bridge به‌عنوان پشتیبانی از سه نمایشگر فعال تبلیغ می‌شوند، اما این تنها در صورتی کار می‌کند که دو تا از مانیتورها به‌طور یکسان پیکربندی شوند، که بسیاری از اما نه همه پیکربندی‌های سه مانیتور را پوشش می‌دهد. دلیل این امر این است که چیپ‌ست‌ها فقط شامل دو حلقه قفل فاز (PLL) برای تولید ساعت‌های پیکسلی زمان‌بندی انتقال داده‌ها به نمایشگرها هستند.
بنابراین، تنها زمانی می‌توان به سه مانیتور فعال به‌طور همزمان دست یافت که حداقل دو تا از آنها ساعت پیکسل یکسانی داشته باشند، مانند:
- استفاده از دو یا سه اتصال DisplayPort، زیرا برای همه اتصالات فقط به یک ساعت پیکسلی نیاز دارند.[۴۶] آداپتورهای غیرفعال از DisplayPort به برخی از کانکتورهای دیگر به عنوان اتصال DisplayPort به حساب نمی‌آیند، زیرا متکی به این هستند که چیپست می‌تواند سیگنال غیرDisplayPort را از طریق کانکتور DisplayPort منتشر کند. آداپتورهای فعالی که حاوی منطق اضافی برای تبدیل سیگنال DisplayPort به فرمت دیگری هستند به عنوان اتصال DisplayPort حساب می‌شوند.
- استفاده از دو اتصال غیرDisplayPort از یک نوع اتصال (به عنوان مثال، دو اتصال HDMI) و فرکانس ساعت یکسان (مانند زمانی که به دو نمایشگر یکسان با وضوح یکسان متصل می‌شوید)، به طوری که یک ساعت پیکسل منحصر به فرد می‌تواند بین هر دو به اشتراک گذاشته شود. اتصالات[۴۴]

یکی دیگر از راه حل‌های احتمالی سه مانیتور، از پورت DisplayPort در یک CPU موبایل (که اصلاً از چیپست PLL استفاده نمی‌کند) به همراه هر دو خروجی چیپست استفاده می‌کند.

#### Haswell
مادربردهای ASRock Z87 و H87 از سه نمایشگر به‌طور همزمان پشتیبانی می‌کنند. مادربردهای مبتنی بر H87 ایسوس نیز برای پشتیبانی از سه نمایشگر مستقل به‌طور همزمان تبلیغ می‌شوند.

## قابلیت‌ها (سخت‌افزار GPU)
OpenCL 2.1 و ۲٫۲ با به روز رسانی نرم‌افزار در سخت‌افزار OpenCL 2.0 (Broadwell+) با به روز رسانی‌های نرم‌افزاری آینده امکان‌پذیر است.
پشتیبانی از Direct3D 9 در Mesa فقط برای درایورهای به سبک Gallium3D اجرا می‌شود، و بنابراین فقط با درایور جدیدتر Gallium3D Iris، که پیش‌فرض برای Broadwell+ از Mesa 20.0 است، در دسترس است. در درایور کلاسیک Mesa i965 پشتیبانی نمی‌شود.
درایور کلاسیک Mesa i965، که تنها درایور Haswell و قدیمی‌تر در لینوکس است، فقط از نمایه اصلی برای OpenGL 3.1+ پشتیبانی می‌کند، نه مشخصات سازگاری. درایور Iris Gallium3D از مشخصات سازگاری OpenGL 4.6 پشتیبانی می‌کند.
همه روش‌های مجازی سازی GVT از خانواده پردازنده‌های Broadwell با KVM و Xen پشتیبانی می‌شوند.

## قابلیت‌ها (شتاب تصویری GPU)
اینتل یک هسته اختصاصی SIP را توسعه داد که چندین الگوریتم فشرده‌سازی و فشرده‌سازی ویدئو را با نام تجاری Intel Quick Sync Video پیاده‌سازی می‌کند. برخی به‌طور کامل و برخی فقط به‌طور جزئی اجرا می‌شوند.

### خانواده اینتل پنتیوم و سلرون
| خانواده اینتل پنتیوم و سلرون | شتاب ویدئوی GPU                  | شتاب ویدئوی GPU                  | شتاب ویدئوی GPU | شتاب ویدئوی GPU | شتاب ویدئوی GPU | شتاب ویدئوی GPU                               | شتاب ویدئوی GPU                               | شتاب ویدئوی GPU | شتاب ویدئوی GPU |
| خانواده اینتل پنتیوم و سلرون | VED {{سخ}} (کد / رمزگشایی ویدیو) | VED {{سخ}} (کد / رمزگشایی ویدیو) | H.265/HEVC      | H.264/MPEG-4 AVC | H.262<br id="mwB9E"/>{{سخ}} (MPEG-2)                                                                                  | VC-1 / WMV9                                   | JPEG / MJPEG                                  | VP8             | VP9             |
| ---------------------------- | -------------------------------- | -------------------------------- | --------------- | --- | --- | --------------------------------------------- | --------------------------------------------- | --------------- | --------------- |
| براسول                       | رمزگشایی                         | مشخصات                           | اصلی            | CBP، اصلی، بالا | اصلی، بالا | پیشرفته                                       | {{سخ}}                                        |                 |                 |
| براسول                       | رمزگشایی                         | مرحله                            | ۵               | ۵٫۲ | بالا | ۴                                             | {{سخ}}                                        |                 |                 |
| براسول                       | رمزگشایی                         | حداکثر وضوح                      | 4k×2k/30p       | 4k×2k/60p | 1080/60p | 1080/60p                                      | {{سخ}}                                        | 4k×2k/60p       | 1080/30p        |
| براسول                       | رمزگذاری کنید                    | مشخصات                           | N               | CBP، اصلی، بالا | اصلی، بالا | N                                             | {{سخ}}                                        |                 | Up to 720p30    |
| براسول                       | رمزگذاری کنید                    | مرحله                            | N               | ۵٫۱ | بالا | N                                             | {{سخ}}                                        |                 |                 |
| براسول                       | رمزگذاری کنید                    | حداکثر وضوح                      | N               | 4k×2k/30p | 1080/30p | N                                             | {{سخ}}                                        | 4k×2k/30p       |                 |
| دریاچه آپولو                 | رمزگشایی                         | مشخصات                           | اصلی، اصلی ۱۰   | CBP، اصلی، بالا | اصلی، بالا | پیشرفته                                       | 1067 MP/s ۴:۲:۰ 800 MP/s ۴:۲:۲ 533 MP/s ۴:۴:۴ |                 | ۰               |
| دریاچه آپولو                 | رمزگشایی                         | مرحله                            | ۵٫۱             | ۵٫۲ | بالا | ۴                                             | 1067 MP/s ۴:۲:۰ 800 MP/s ۴:۲:۲ 533 MP/s ۴:۴:۴ |                 |                 |
| دریاچه آپولو                 | رمزگشایی                         | حداکثر وضوح                      |                 | 1080p240، 4k×2k/60p | 1080/60p | 1080/60p                                      | 1067 MP/s ۴:۲:۰ 800 MP/s ۴:۲:۲ 533 MP/s ۴:۴:۴ |                 |                 |
| دریاچه آپولو                 | رمزگذاری کنید                    | مشخصات                           | اصلی            | rowspan="3" style="background:#ff9090; color:black; vertical-align: middle; text-align: center; " class="table-no" \| \| rowspan="3" style="background:#ff9090; color:black; vertical-align: middle; text-align: center; " class="table-no" \| | 1067 MP/s ۴:۲:۰ 800 MP/s ۴:۲:۲ 533 MP/s ۴:۴:۴                                                                         |                                               |                                               |                 |                 |
| دریاچه آپولو                 | رمزگذاری کنید                    | مرحله                            | ۴               | ۵٫۲ | 1067 MP/s ۴:۲:۰ 800 MP/s ۴:۲:۲ 533 MP/s ۴:۴:۴                                                                         |                                               |                                               |                 |                 |
| دریاچه آپولو                 | رمزگذاری کنید                    | حداکثر وضوح                      | 4kx2k/30p       | 1080p240، 4k×2k/60p | 1067 MP/s ۴:۲:۰ 800 MP/s ۴:۲:۲ 533 MP/s ۴:۴:۴                                                                         | 4k×2k/30p                                     | 480p30 (فقط SW)                               |                 |                 |
| دریاچه جمینی                 | رمزگشایی                         | مشخصات                           | اصلی، اصلی ۱۰   | CBP، اصلی، بالا | اصلی، بالا | پیشرفته                                       | 1067 MP/s ۴:۲:۰ 800 MP/s ۴:۲:۲ 533 MP/s ۴:۴:۴ |                 | ۰، ۲            |
| دریاچه جمینی                 | رمزگشایی                         | مرحله                            | ۵٫۱             | ۵٫۲ | بالا | ۴                                             | 1067 MP/s ۴:۲:۰ 800 MP/s ۴:۲:۲ 533 MP/s ۴:۴:۴ |                 |                 |
| دریاچه جمینی                 | رمزگشایی                         | حداکثر وضوح                      |                 | 1080p240، 4k×2k/60p | 1080/60p | 1080/60p                                      | 1067 MP/s ۴:۲:۰ 800 MP/s ۴:۲:۲ 533 MP/s ۴:۴:۴ |                 |                 |
| دریاچه جمینی                 | رمزگذاری کنید                    | مشخصات                           | اصلی            | CBP، اصلی، بالا | rowspan="3" style="background:#ff9090; color:black; vertical-align: middle; text-align: center; " class="table-no" \| | 1067 MP/s ۴:۲:۰ 800 MP/s ۴:۲:۲ 533 MP/s ۴:۴:۴ | ۰                                             |                 |                 |
| دریاچه جمینی                 | رمزگذاری کنید                    | مرحله                            | ۴               | ۵٫۲ | بالا | 1067 MP/s ۴:۲:۰ 800 MP/s ۴:۲:۲ 533 MP/s ۴:۴:۴ |                                               |                 |                 |
| دریاچه جمینی                 | رمزگذاری کنید                    | حداکثر وضوح                      | 4kx2k/30p       | 1080p240، 4k×2k/60p | 1080/60p | 1067 MP/s ۴:۲:۰ 800 MP/s ۴:۲:۲ 533 MP/s ۴:۴:۴ | 4k×2k/30p                                     |                 |                 |

### خانواده اتم اینتل
| خانواده اتم اینتل | شتاب ویدئوی GPU                  | شتاب ویدئوی GPU | شتاب ویدئوی GPU                 | شتاب ویدئوی GPU      | شتاب ویدئوی GPU | شتاب ویدئوی GPU | شتاب ویدئوی GPU                      | شتاب ویدئوی GPU                                          | شتاب ویدئوی GPU | شتاب ویدئوی GPU | شتاب ویدئوی GPU |
| خانواده اتم اینتل | VED {{سخ}} (کد / رمزگشایی ویدیو) | VED {{سخ}} (کد / رمزگشایی ویدیو)                                                                                      | H.265/HEVC                      | H.264/MPEG-4 AVC     | MPEG-4 Visual   | H.263           | H.262<br id="mwCI0"/>{{سخ}} (MPEG-2) | VC-1 / WMV9                                              | JPEG / MJPEG    | VP8             | VP9             |
| ----------------- | -------------------------------- | --- | ------------------------------- | -------------------- | --------------- | --------------- | ------------------------------------ | -------------------------------------------------------- | --------------- | --------------- | --------------- |
| Bay Trail-T       | رمزگشایی                         | مشخصات | N                               | اصلی، بالا           |                 |                 | اصلی                                 |                                                          |                 | 0               | N               |
| Bay Trail-T       | رمزگشایی                         | مرحله | N                               | ۵٫۱                  | بالا            |                 |                                      |                                                          |                 |                 | N               |
| Bay Trail-T       | رمزگشایی                         | حداکثر وضوح | N                               | 4k×2k/30p            | 1080/60p        | 4k×2k/30p       | 4k×2k/30p                            |                                                          |                 |                 | N               |
| Bay Trail-T       | رمزگذاری                         | مشخصات | N                               | اصلی، بالا           | اصلی            | -               | -                                    |                                                          |                 |                 | N               |
| Bay Trail-T       | رمزگذاری                         | مرحله | N                               | ۵٫۱                  | بالا            | -               | -                                    |                                                          |                 |                 | N               |
| Bay Trail-T       | رمزگذاری                         | حداکثر وضوح | N                               | 4k×2k/30p            | 1080/60p        | 1080/30p        | -                                    | 1080/30p                                                 |                 |                 | N               |
| Cherry Trail-T    | رمزگشایی                         | مشخصات | اصلی                            | CBP، اصلی، بالا      | ساده            | اصلی            | پیشرفته                              | ۱۰۶۷ مگابیت بر ثانیه – ۴:۲:۰ ۸۰۰ مگابیت بر ثانیه – ۴:۲:۲ |                 |                 |                 |
| Cherry Trail-T    | رمزگشایی                         | مرحله | ۵                               | ۵٫۲                  |                 | بالا            | ۴                                    | ۱۰۶۷ مگابیت بر ثانیه – ۴:۲:۰ ۸۰۰ مگابیت بر ثانیه – ۴:۲:۲ |                 |                 |                 |
| Cherry Trail-T    | رمزگشایی                         | حداکثر وضوح | 4k×2k/30p                       | 4k×2k/60p، ۱۰۸۰@240p | 480/30p         | 480/30p         | 1080/60p                             | ۱۰۶۷ مگابیت بر ثانیه – ۴:۲:۰ ۸۰۰ مگابیت بر ثانیه – ۴:۲:۲ | 1080/60p        | 4k×2k/30p       | 1080/30p        |
| Cherry Trail-T    | رمزگذاری کنید                    | rowspan="3" style="background:#ff9090; color:black; vertical-align: middle; text-align: center; " class="table-no" \| | خط پایه محدود، اصلی، زیاد (MVC) |                      |                 |                 |                                      | ۱۰۶۷ مگابیت بر ثانیه – ۴:۲:۰ ۸۰۰ مگابیت بر ثانیه – ۴:۲:۲ | rowspan="2"     | N               |                 |
| Cherry Trail-T    | رمزگذاری کنید                    | مرحله | ۵.1 (4.2)                       |                      |                 |                 |                                      | ۱۰۶۷ مگابیت بر ثانیه – ۴:۲:۰ ۸۰۰ مگابیت بر ثانیه – ۴:۲:۲ |                 | N               |                 |
| Cherry Trail-T    | رمزگذاری کنید                    | حداکثر وضوح | 4k×2k/30p، ۱۰۸۰@120p            | 480/30p              | 4k×2k/30p       |                 |                                      | ۱۰۶۷ مگابیت بر ثانیه – ۴:۲:۰ ۸۰۰ مگابیت بر ثانیه – ۴:۲:۲ |                 | N               |                 |

## مستندات
اینتل دستورالعمل‌های برنامه‌نویسی را برای اکثر دستگاه‌های Intel HD Graphics از طریق مرکز فناوری منبع باز خود منتشر می‌کند. این به علاقه مندان و هکرهای متن باز مختلف اجازه می‌دهد تا بدون نیاز به مهندسی معکوس در توسعه درایورها و درایورهای پورت برای سیستم عامل‌های مختلف مشارکت کنند.

## یادداشت
1. ↑  The abbreviation "GT" appears in certain monitoring tools, such as Intel Power Gadget in reference to the graphics core on Intel processors.
2. ↑  VP9 media codec GPU accelerator to be supported post TTM, for non-Windows operating systems only.
3. ↑  Resolution details for media codec on open source Linux OS depends on platform features and drivers used. Decode/Encode features may not align to Table 8-4 that is specific to Win8.1 and Win7 operating systems.
4. ↑  All capabilities dependent on OS. Here HW support is mentioned. For more info, see Table 8-4 on page 80 of PDF.